# کپیتلوم استخوان بازو
در آناتومی انسانی، کاپیتولوم استخوان بازو یک برجستگی صاف و گرد در قسمت جانبی سطح مفصلی دیستال استخوان بازو است که با فرورفتگی فنجانی شکل در سر رادیوس مفصل می شود و به قسمت جلویی و پایینی استخوان بازو محدود است.
کپیتلوم در واقع یکی از دو سطح مفصلی دیستال استخوان بازو بوده و در کوندیل لترال بازو قرار دارد. این سطح مفصلی بصورت یک نیمه کره است که عمدتا در سمت قدام با کمی تمایل به پایین قرار می گیرد و وقتی از پشت به دیستال بازو نگاه کنیم چیزی از ان دیده نمی شود به عبارت دیگر در سمت لترال، مفصل بازو با سر هومروس به طرف خلف گسترش نمی یابد و همین امر باعث غیر مفصلی بودن قسمت خلف کوندیل است که در زمان فیکساسیون شکستگی های دیستال رادیوس می توان روی ان پلیت را خواباند. 
در چهارپایان غیر انسانی، نام capitellum به طور کلی استفاده می شود، ولی واژه  "capitulum" تنها برای رویه مفصلی انتروونترال سطح مفصلی دنده بکار برده می شود(در آرکوسورومورف ها).

## تصاویر اضافی

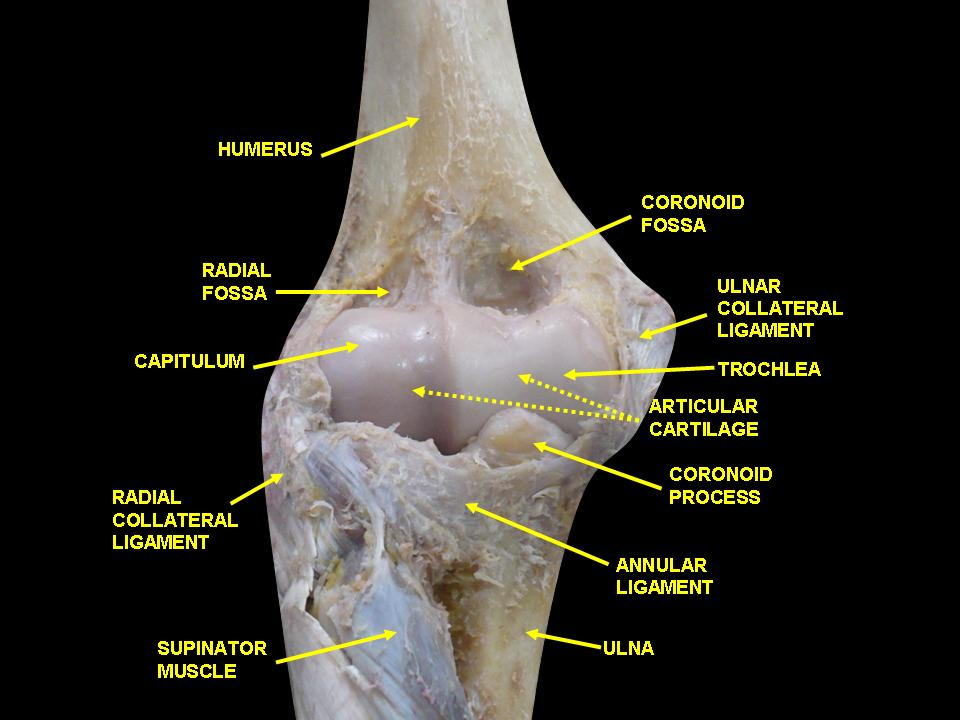
مفصل آرنج. تشریح عمیق. نمای قدامی.
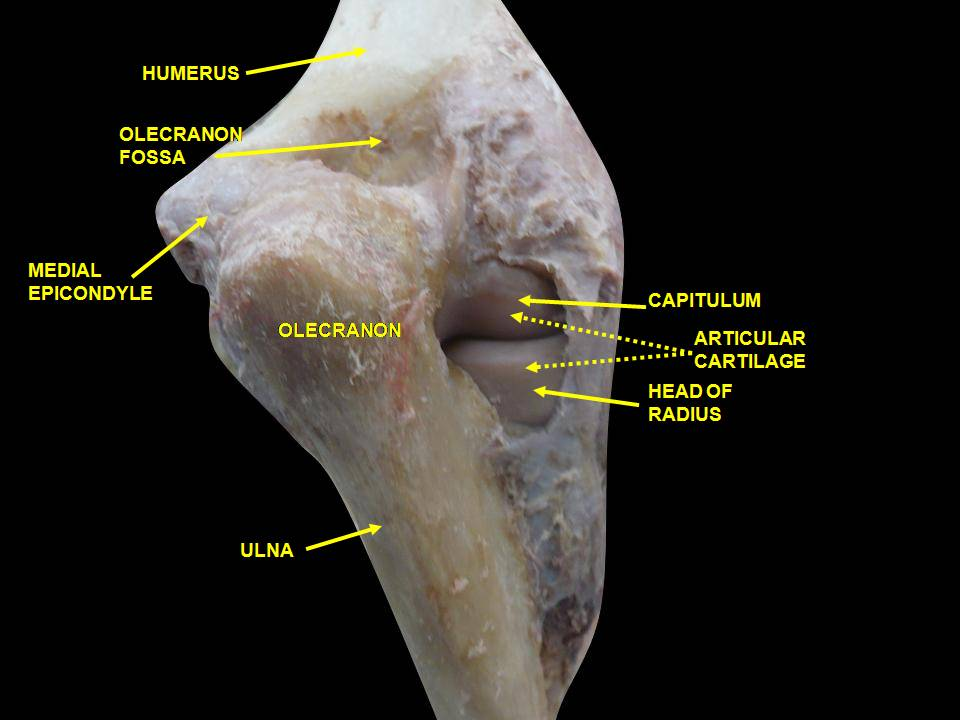
مفصل آرنج. تشریح عمیق. نمای خلفی.
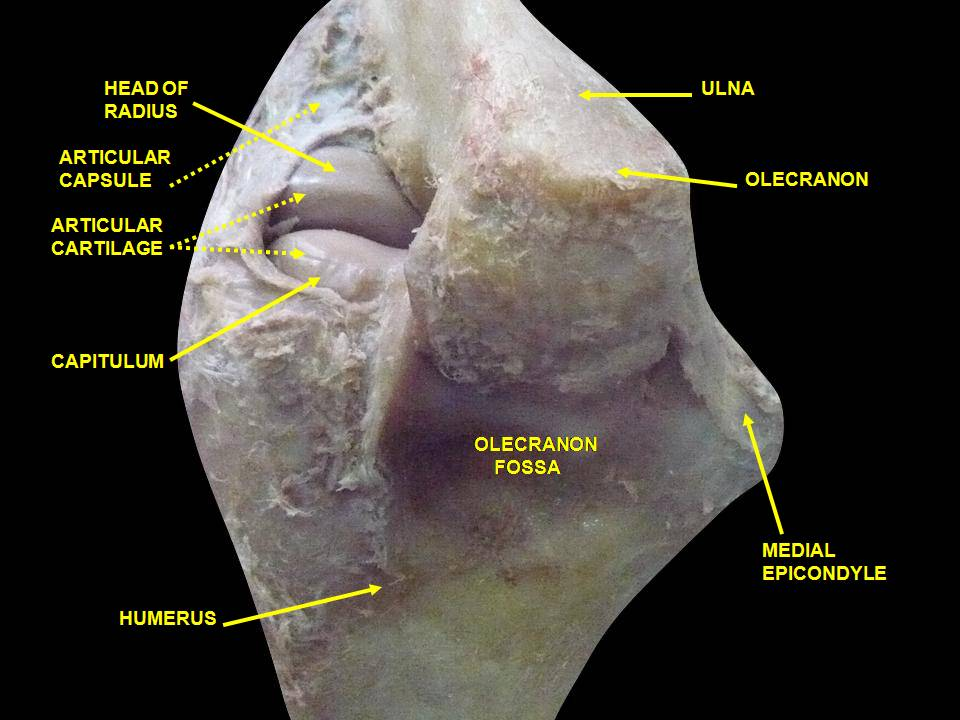
مفصل آرنج. تشریح عمیق. نمای خلفی.

## لینک های خارجی
- SUNY Figs 07:02-05
- BiowebUW، ذخیره شده در archive.org